# Cristian Jonatan Ortiz
Cristian Ortiz (Rosario, 20 de mayo de 1992) es un jugador argentino. Juega como centrocampista y su equipo actual es Sport Club do Recife del Campeonato Brasileño de Serie B.

## Trayectoria
Ortiz empezó de chico en las inferiores de Club Atlético Newell's Old Boys. Debutó en primera en el Club Real Arroyo Seco. Luego de un paso por Huracán y Racing Club de Montevideo, llegaría en 2012 a Independiente de Avellaneda, por recomendación del ídolo diablo Ricardo Bochini. Sin embargo, le costaría hacerse un lugar, jugando principalmente en la reserva de dicho club.
A principios de 2015 se anunció su pase al Universidad San Martín de Perú, por pedido del técnico Cristian Díaz, exjugador y entrenador, quien lo conocía de su paso por el club. Sin embargo, finalmente no sucedería y permanecería en el equipo argentino para pelear por un lugar.
El 26 de abril de 2015 convierte su primer gol oficial con la casaca de Independiente, en un partido por la Copa Argentina contra el club Alianza Coronel Moldes. Un mes después, los dueños del pase del jugador pidieron la quiebra del club por falta de pago de la suma de 480.000 dólares, en concepto de su pase. Finalmente sería un embargo y establecerían un acuerdo con la institución de Avellaneda.
En 2016 viaja a Perú a jugar en la Universidad San Martín de Porres, en la cual jugó 40 partidos encajó 20 goles.
En 2017, va al Club Sporting Cristal a préstamo donde jugó 39 partidos y anotó 11 goles.
En 2018 retorna a su segunda etapa en la Universidad San Martín de Porres tras rescindir contrato con Independiente de Avellaneda con un contrato hasta diciembre de 2019.
En 2019 regresa al Sporting Cristal, donde se consolida como un jugador importante en la generación de fútbol del equipo cervecero, institución en la que juega toda la temporada 2019.

En febrero de 2020, pasa a Independiente del Valle, hasta julio de 2021.

A mediados de 2021 es transferido a Tijuana, donde permanece un semestre.

En enero de 2022 es cedido a Charlotte Football Club y a mediados de ese año, es anunciado como nuevo refuerzo de Defensa y Justicia, dónde juega durante ese segundo semestre.

En diciembre de ese año fue cedido a Barcelona Sporting Club de la Serie A de Ecuador para la temporada 2023, donde permanece hasta final de la temporada.

El 19 de enero de 2024, acuerda su incorporación a San Lorenzo de Almagro, en condición de libre proveniente de Tijuana (anterior dueño de su ficha), por un año de contrato, pero se terminó yendo a un equipo de Brasil.

## Clubes
Actualizado a su última transferencia 6 de marzo de 2024.
| Club                    | País           | Año           | Partidos | Goles |
| ----------------------- | -------------- | ------------- | -------- | ----- |
| Arroyo Seco             | Argentina      | 2009          | –        | –     |
| Huracán                 | Argentina      | 2009-2010     | –        | –     |
| Racing Club             | Uruguay        | 2010-2012     | 37       | 6     |
| Independiente           | Argentina      | 2012-2015     | 3        | 0     |
| Universidad San Martín  | Perú           | 2016          | 40       | 20    |
| Sporting Cristal        | Perú           | 2017          | 45       | 11    |
| Independiente           | Argentina      | 2018          | 2        | 1     |
| Universidad San Martín  | Perú           | 2018          | 18       | 7     |
| Sporting Cristal        | Perú           | 2019-2020     | 36       | 8     |
| Independiente del Valle | Ecuador        | 2020-2021     | 50       | 19    |
| Tijuana                 | México         | 2021-2022     | 17       | 0     |
| Charlotte F. C.         | Estados Unidos | 2022          | 17       | 2     |
| Defensa y Justicia      | Argentina      | 2022          | 7        | 0     |
| Barcelona S. C.         | Ecuador        | 2023          | 31       | 2     |
| Sport Recife            | Brasil         | 2024-         | 23       | 3     |
| Total carrera           | Total carrera  | Total carrera | 325      | 79    |

## Palmarés

### Campeonatos nacionales
| Título             | Club                    | País    | Año  |
| ------------------ | ----------------------- | ------- | ---- |
| Serie A de Ecuador | Independiente del Valle | Ecuador | 2021 |